# Melanconis chrysostroma
Melanconis chrysostroma är en svampart som först beskrevs av Elias Fries, och fick sitt nu gällande namn av Tul. & C. Tul. 1863. Melanconis chrysostroma ingår i släktet Melanconis och familjen Melanconidaceae.  Arten är reproducerande i Sverige. Inga underarter finns listade i Catalogue of Life.